# عصب إلى الركابي
العصب إلى الركابي (بالإنجليزية: Nerve to the stapedius)‏ ينشئ مُقابل البارزة الهرمية (في الأذن الوسطى) (بالإنجليزية: Pyramidal eminence)‏، ويمر عبر قناة صغيرة للوصول إلى العضلة الركابية.

## وصلات خارجية
- درسٌ تشريحي حول cranialnerves مُعدٌ بواسطة ويسلي نورمان (جامعة جورجتاون). (VII)